# Freddie Roach
Frederick Steven Roach (Dedham, Massachusetts, 5 de marzo de 1960) es un exboxeador y actual entrenador estadounidense de destacados boxeadores profesionales.

## Carrera
Debutó como profesional en 1978 y mostró un gran potencial ganando sus diez primeras peleas. Su posterior gran desempeño le permitió ser entrenado por el legendario Eddie Futch.
Roach que era conocido por su destreza de aguantar los golpes, fue diagnosticado con la enfermedad de Parkinson, Futch le pidió que se retirase pero se negó y siguió peleando con su padre como su entrenador.
Finalmente debió retirarse a los 26 años de edad luego de una gran recaída en su nivel. Freddie comentó que su mayor ganancia por una pelea fue de $ 7,500.

## Entrenador
Roach es uno de los entrenadores de boxeadores más conocidos del mundo, habiendo sido votado Entrenador del Año por la Asociación de Escritores de Boxeo en 2003, 2006 y 2007.
Es particularmente famoso en las Filipinas por ser el entrenador de Manny Pacquiao, también entrenador de Miguel Cotto, y en México por alcanzar junto a Julio César Chávez Jr. el título de Campeón de Peso Medio del Consejo Mundial de Boxeo.